# Marc Legault
Pour les articles homonymes, voir Legault.
Marc Legault est un acteur québécois né le 16 septembre 1937.

## Filmographie
- 1970 : Mont-Joye (série télévisée) : Maurice
- 1972 : Les Indrogables
- 1975 : Y'a pas de problème (série télévisée) : Charles Couture
- 1975 : La Gammick : François Chico Tremblay
- 1975 : Partis pour la gloire
- 1976 : Je suis loin de toi mignonne : Jean-Guy
- 1977 : Les As (série télévisée) : Guy Leclerc
- 1977 : One Man : Léo
- 1977 : Panique
- 1980 : Les Brillant (série télévisée) : Noël Brillant
- 1980 : Cordélia : Connetable Brazeau
- 1980 : La Revanche de Madame Beauchamp : Le clochard
- 1982 : Métro-boulot-dodo (série télévisée) : Momo Lachance
- 1982 : Une vie (série télévisée) : Lucien le barman
- 1984 : Poivre et Sel (série télévisée) : joueur professionnel
- 1987 : Le Frère André : Frère André
- 1987 : Tristesse modèle réduit
- 1990 : Ding et Dong, le film : Aristote
- 1990 : Sous un soleil insolite : Voisins
- 1991 : Marilyn (série télévisée)
- 1992 : La Montagne du Hollandais (série télévisée) : Père Honoré Binette
- 1996 : Parents malgré tout (feuilleton TV)
- 2001 : Si la tendance se maintient (série télévisée) : Henri
- 2001 : Varian's War (TV) : Elderly Refugee
- 2001 : Rivière-des-Jérémie (série télévisée) : Daniel 'Bonhomme' Brossard
- 2003 : La Grande Séduction : Marcel Sigouin
- 2004 : L'Espérance : Adélard
- 2004 : La Vie rêvée de Mario Jean (série télévisée) : Maurice Jean
- 2014 : Série Noire (série télévisée) : Carol
- 2016: Lourd (TV) : Monsieur ...et son chat
- 2017 : Le Chalet : Alfred Pageau
- 2022: Hôtel (série télévisée) : Raymond Roberge